# Hypsipteryx
Hypsipteryx ist die einzige Gattung der Familie Hypsipterygidae innerhalb der Wanzen-Teilordnung Dipsocoromorpha. Von ihr sind vier Arten bekannt, von denen eine erst 2007 erstbeschrieben wurde.

## Merkmale
Die Wanzen werden zwei bis drei Millimeter lang und sind dorsal verhältnismäßig stark abgeflacht. Sie sehen Vertretern der Netzwanzen (Tingidae) sehr ähnlich.
Ihr Kopf ist nach vorne gerichtet, sämtliche Teile der Kopfkapsel sind scharfkantig zulaufend. Das vierte Glied der Fühler ist verhältnismäßig kurz und dick, das dritte Segment ist sehr lang. Das Labium ist gerade und reicht bis oder fast bis zur Basis des Metasternums. Das erste, zweite und vierte Segment sind deutlich erkennbar und sehr kurz, das dritte Segment ist sehr lang. Das Pronotum hat erweiterte Seitenränder und trägt drei Längsrillen. Die tegminalen Vorderflügel sind breit flach ausgezogen. Ihr Clavus ist scharf begrenzt und es ist weder eine costale, noch eine mediale Unterbrechung ausgebildet. Sämtliche Flügeladern sind erhaben und bilden neun große Zellen. Die gesamten Vorderflügel sind fein netzförmig strukturiert. Die Beine sind auffällig schlank. Die Tarsen sind bei beiden Geschlechtern zweigliedrig. Die meisten Sterna des Hinterleibs sind in Medio- und Laterotergite geteilt. Die Stigmen befinden sich auf den Laterotergiten am zweiten bis achten Hinterleibssegment der Männchen und dritten bis siebten Hinterleibssegment der Weibchen. Die letzten Hinterleibssegmente vor den Genitalien sind bei den Männchen symmetrisch, die Pygophore (die Verlängerung des neunten Hinterleibssegments bei den Männchen), die Paramere und die Laterotergite am neunten Hinterleibssegment sind asymmetrisch; letztere haben die Form von Körperanhängseln. Der Phallus ist komplex gebaut und hat einen langen, aufgewickelten Processus gonopori. Die Weibchen haben eine große Subgenitalplatte am siebten Hinterleibssegment und einen voll entwickelten, aber im Bau modifizierten Ovipositor und eine ausgebildete Spermatheca.
Die Ähnlichkeit mit Netzwanzen, die dünnen Beine und das gerade Labium sind Autapomorphien der Familie.

## Vorkommen
Die Familie ist paläotropisch verbreitet.

## Lebensweise
Die voll geflügelte Art Hypsipteryx ecpaglus ist durch Lichtfänge bekannt. Die übrigen, flugunfähigen afrikanischen Arten der Familie wurden in der Bodenstreu oder Totholz gefunden. Die zarten Beine der Tiere legen nahe, dass sie nicht hüpfen können. Anders als die übrigen Vertreter der Dipsocoromorpha sind die Hypsipteryx-Arten, mit Ausnahme von Hypsipteryx vasarhelyii, bisher nicht aus Berlesefallen nachgewiesen, wodurch ein Unterschied in der Lebensweise nahe liegt. 

## Taxonomie und Systematik
Drake beschrieb die Gruppe 1961 erstmals als Unterfamilie der Dipsocoridae. Sie wurde durch Pavel Štys 1970 in den Familienrang erhoben. Folgende Arten sind bisher bekannt:
- Hypsipteryx ecpaglus Drake, 1961 (Thailand)
- Hypsipteryx machadoi Drake, 1961 (Angola)
- Hypsipteryx ugandaensis Štys, 1970 (Uganda)
- Hypsipteryx vasarhelyii Rédei, 2007 (Vietnam)

Darüber hinaus ist eine weitere fossile Art bekannt.

## Belege